# Paul Hardcastle
Paul Hardcastle (født 10. december 1957 i London, England) er en britisk musiker.
Hardcastle fik i maj 1985 et megahit med sangen 19, som bl.a. omhandler posttraumatisk stresssyndrom hos tidligere soldater i Vietnamkrigen. Titlen er en hentydning til soldaternes gennemsnitsalder i krigen.